# Nice to Meet Ya (chanson de Meghan Trainor)
Pour les articles homonymes, voir Nice to Meet Ya.
Singles de Meghan Trainor
Wave
(2019)
Singles par Nicki Minaj
Tusa
(2019) Yikes
(2020)
Nice to Meet Ya est une chanson de la chanteuse américaine Meghan Trainor en featuring avec la rappeuse trinidado-américaine Nicki Minaj. Sortie le 31 janvier 2020 sous le label Epic Records, il s'agit du troisième single extrait du troisième album studio de Trainor intitulé Treat Myself, paru le même jour.
La chanson voit Trainor s'accepter et critiquer les attentes que la société a des femmes. Elle est saluée par la critique pour son message d'émancipation féministe et le couplet de Minaj est particulièrement bien reçu. Le clip vidéo, inspiré du film Working Girl, est également un succès critique. Nice to Meet Ya débute et culmine en 89e position aux États-Unis.

## Composition et sortie
La chanson est enregistrée en automne 2019. Dans plusieurs interviews, Trainor explique comment la collaboration est arrivée :

« La chanson était déjà enregistrée. Mon management a commencé à la manager, donc je leur ai demandé si on pouvait lui jouer. On m'a répondu qu'elle ne faisait de collaboration que si elle aimait la chanson. Elle a aimé, Dieu merci. Mec, au lycée je faisais la fête sur ses sons tout le temps et j'apprenais toutes les paroles. C'est vraiment un grand moment pour moi. C'est l'une de mes parolières préférées. Elle a enregistré son couplet et elle est une compositrice tellement incroyable que c'était parfait dès le début. C'est l'un de ses meilleurs couplets et je n'en croyais pas mes yeux, surtout quand elle a lâché un "Meghan Trainor",. »

Le 22 janvier 2020, Trainor dévoile la liste des morceaux de son album à venir, Treat Myself. Le titre du second morceau est dissimulé par un emoji d'une poignée de mains, créant la rumeur d'une collaboration avec un ou une autre artiste. Elle confirme cette rumeur le 28 janvier en annonçant la sortie de Nice to Meet Ya en featuring avec Minaj le 31 janvier et partage un court extrait sur Twitter. Le titre sort sur les plateformes de téléchargement et de streaming en compagnie du clip vidéo.

## Paroles
Dans une interview vidéo extraite de la websérie "Verified" de Genius, Trainor explique la structure et les paroles de la chanson : « Quand j'écris une chanson, j'aime être ingénieuse. Je me suis beaucoup amusée avec celle-là. Je me suis dit que j'allais être super fière et confiante dans le refrain et vulnérable dans les couplets ».
Ainsi, le premier couplet exprime ses troubles de confiance en elle-même : « J'utilisais mon maquillage pour me cacher ». Elle exprime également la pression qu'elle subit et s'impose à elle-même sur les réseaux sociaux de maintenir une image parfaite : « J'ai l'air différente en surface, tu sais que personne n'est parfait ». Dans le refrain, elle s'assume enfin pleinement : « Je pense que la phrase "bénie des cieux" est super importante pour tout le monde parce que peu importe le reste, aujourd'hui tu t'es réveillé. Certains n'ont pas cette chance ». Elle affirme aussi son caractère, se décrivant comme « douce mais pouvant être dure quand (elle) le veut », et présente ainsi sa nouvelle image au monde avec la phrase « Sympa de vous rencontrer » qui donne son titre à la chanson. Le deuxième couplet reprend la structure du premier, Trainor se lamentant de son précédent manque de confiance en elle. Après un second refrain, Minaj rappe un couplet en affirmant son assurance, et fait notamment référence au personnage de Lara Croft dans le jeu vidéo Tomb Raider et à la marque de prêt-à-porter de luxe Fendi, à l'instar de son précédent single Chun-Li.

## Clip vidéo

### Tournage et sortie
Le clip vidéo et la chanson sortent le 31 janvier 2020 simultanément. Trainor et Minaj se rencontrent sur le lieu de tournage pour la première fois, et la réaction de la chanteuse est filmée dans une vidéo des coulisses du tournage publiée sur YouTube le 10 février. On y voit Trainor pleurer en s'exclamant : « Nicki Minaj est dans ma chanson ! ». Elle confie plus tard dans une interview pour ABC que la rappeuse l'a inspiré à avoir confiance en elle :

« Je portais une grosse veste et j'étais complexée par rapport à mes bras et elle m'a dit "Enlève-ça, laisse moi voir". Et j'étais en mode « Oh non », mais elle m'a dit « Tu es belle ». On a donc utilisé cette séquence de moi sans la veste avec mes bras dénudés car elle m'a donné confiance en moment à ce moment-là. Et j'étais en mode "C'est irréel ! C'est comme le message de la chanson !". »

### Concept
Trainor a écrit le script de la vidéo qui s'inspire directement de Working Girl (1988), l'un de ses films préférés. Trainor y joue le rôle principal d'une employée dans un bureau « rempli de testostérone ». Elle apparaît au début vêtue d'un tailleur et visiblement timide dans un ascenseur entourée d'hommes en costume. Plus tard, elle porte un pantailleur et des cheveux blonds crépus et volumineux dans le style de Melanie Griffith, qui incarne l'héroïne du film. Elle danse avec ses collègues féminines dans un open space devant des hommes désemparés. Plus tard, Minaj apparait dans un ascenseur doré et assise derrière un bureau en compagnie de Trainor. Portant une perruque relevée bouclée rose et une robe Chanel, elle incarne la PDG de l'entreprise. À la fin de la vidéo, Trainor et ses collègues joignent leurs forces et prennent le contrôle de l'entreprise.

## Accueil critique
Nice to Meet Ya reçoit un accueil généralement positif. Jason Brow et Jade Boren de Hollywood Life affirment que « Nicki combine sa férocité et ses punchlines douces avec la pop sucrée et affirmante de Meghan pour accomplir un morceau suave ». Mitch Findlay de HotNewHipHop décrit la chanson comme « bien construite autour de refrains contagieux », et note que les percussions et les paroles murmurées rappellent Whisper Song des Ying Yang Twins. Mike Nied  de Idolator salue la production de Ojivolta et la performance de Minaj : « Le couplet de Minaj est comme on s'y attend féroce, et c'est un vrai tour de force d'avoir la diva (qui n'a clairement pas pris sa retraite) sur sa chanson ». Lauren Alvarez de Forbes affirme que « le couplet de Minaj est un rappel puissant de la présence importante de la rappeuse dans l'industrie musicale ». Malgré tout, Dani Blum de Pitchfork se dit « confus » par la chanson, bien qu'il estime qu'elle soit la meilleure extraite de l'album : « Nice to Meet Ya est concoctée pour être un hit, avec des percussions cinglantes et un couplet médiocre de Minaj, mais le refrain murmuré est irritant ».

## Accueil commercial
Avec 42 900 ventes et 2.9 millions de streams aux États-Unis, Nice to Meet Ya débute en 93e position dans le classement Rolling Stone, et en 89e position dans le Billboard Hot 100. La chanson quitte les classements la semaine suivante.
Outre l'Amérique, le titre entre les classements de plusieurs pays : Australie, Irlande, Nouvelle-Zélande, Royaume-Uni et Écosse. En France, Nice to Meet Ya atteint la 42e place du classement des ventes iTunes et y reste huit jours.

## Performances
Meghan Trainor interprète le titre en direct pour la première fois le 6 février 2020, sur le plateau du talk-show américain The Tonight Show Starring Jimmy Fallon.

## Crédits
Crédits adaptés de Spotify.
- Meghan Trainor : interprète, compositrice[21]
- Nicki Minaj : interprète, compositrice[21]
- Mark "Ojivolta" Williams : compositeur, producteur[21]
- Raul Cubina : compositeur[21]
- Scott Harris : compositeur[21]

## Classements mondiaux
| Classement (2020)               | Meilleure position |
| ------------------------------- | ------------------ |
| Australie (ARIA Digital Tracks) | 29                 |
| Écosse (OCC)                    | 45                 |
| États-Unis (Adult Top 40)       | 38                 |
| États-Unis (Hot 100)            | 89                 |
| États-Unis (Rolling Stone 100)  | 93                 |
| Irlande (IRMA)                  | 88                 |
| Nouvelle-Zélande (RMNZ)         | 13                 |
| Royaume-Uni (UK Singles Chart)  | 88                 |

## Historique de sortie
| Région     | Date            | Format                       | Label |
| ---------- | --------------- | ---------------------------- | ----- |
| Monde      | 31 janvier 2020 | Téléchargement numérique     | Epic  |
| Australie  | 2 février 2020  | Mainstream radio             | Epic  |
| États-Unis | 3 février 2020  | Hot adult contemporary radio | Epic  |
| États-Unis | 4 février 2020  | Contemporary hit radio       | Epic  |